# 1-й всероссийский чемпионат по тяжёлой атлетике
1-й всероссийский чемпионат по тяжёлой атлетике прошёл 15-26 апреля 1897 года в Михайловском манеже Санкт-Петербурга. В соревнованиях приняли участие пять спортсменов из трёх городов. Атлеты соревновались без разделения на весовые категории. Спортсмены выступали в пяти дисциплинах. Победитель определялся по сумме мест во всех дисциплинах. В рамках чемпионата прошли также соревнованиях по французской борьбе.
| Место | Спортсмен         | Город           | Толчок двумя руками (кг) | Толчок одной рукой (кг) | Жим одной рукой (кг) | Жим двумя руками (кг) | Выбрасывание одной рукой (кг) |
| ----- | ----------------- | --------------- | ------------------------ | ----------------------- | -------------------- | --------------------- | ----------------------------- |
| 1     | Гвидо Мейер       | Санкт-Петербург | 131,0                    | 81,9                    | 93,2                 | 114,6                 | -                             |
| 2     | Александр Лаас    | Рига            | 114,6                    | 86,0                    | 65,5                 | 98,2                  | -                             |
| 3     | Ольгерд Эдельман  | Рига            | 119,1                    | 77,8                    | 61,5                 | -                     | -                             |
| 4     | Николай Кравченко | Санкт-Петербург | -                        | 77,8                    | 62,0                 | -                     | 67,2                          |
| 5     | Александр Елисеев | Уфа             | 114,6                    | 77,8                    | -                    | -                     | -                             |